# Tatort: Zürcher Früchte
Zürcher Früchte ist ein Fernsehfilm aus der Kriminalreihe Tatort der ARD und des ORF. Der Film wurde vom Hessischen Rundfunk produziert und am 12. Februar 1978 erstmals ausgestrahlt. Es handelt sich um die Tatort-Folge 85. Für Kriminalhauptkommissar Bergmann ist es der erste Fall, in dem er ermittelt.
Der erste Fall Bergmanns erreichte mit 24,91 Millionen (Marktanteil: 69,00 %) Zuschauern bei der Erstausstrahlung die dritthöchste Zuschauerzahl aller bisher ausgestrahlten Tatortfolgen.

## Handlung
Das Verbrecher-Trio Peter May, Helmut Pauly und Dieter Stroess aus Frankfurt versucht, an den vom Papierfabrikanten Henry Brandl hinterzogenen Millionenbetrag auf einem Zürcher Bankkonto zu gelangen. Im Affekt wird versehentlich einer der Ganoven, Peter May, erschossen. Daraufhin trennen sich die beiden Verbliebenen und Pauly fährt allein nach Zürich. Er trifft sich mit Brandl im Hotel und offeriert ihm sein Wissen über dessen „Zürcher Früchte“ und erpresst ihn. Um seinen Forderungen Nachdruck zu verleihen, hat Stroess Brandls Frau in seine Gewalt gebracht. Daraufhin hebt Brandl in Begleitung von Pauly 400.000 SFr von seinem Konto ab. Mit diesem Geld verschwindet der Ganove und fährt zum Flughafen, um nach Rio de Janeiro zu fliegen.
Waldarbeiter finden inzwischen die Leiche von May und Kriminalhauptkommissar Bergmann ermittelt nun in seinem ersten Fall zusammen mit seinem Assistenten Robert Wegener. Nachdem sie die Identität des Toten klären können, stoßen sie schnell auf den Papierfabrikanten Brandl, dessen Firma in letzter Zeit häufig von May angerufen wurde. Ebenso finden sich Fingerabdrücke in der Wohnung, die sie Dieter Stroess zuordnen können. Als dieser erfährt, dass er gesucht wird, taucht er unter. Da sein Kumpel Pauly nicht wieder aufgetaucht ist, muss er vermuten, dass dieser sich mit der Beute abgesetzt hat, und will sich nun notgedrungen auf eigene Faust Geld beschaffen. Beim Versuch, sich mit jemandem zu treffen, um ihn zu erpressen, wird er aus dem Hinterhalt erschossen.
Bergmann erfährt von einem Informanten, dass neben May und Stroess auch Pauly zu der Gruppe gehört. Wegner findet zusätzlich heraus, dass Frau Brandl und May sich kannten, obwohl sie das bei ihrem Besuch abgestritten hatte. Nachdem Paulys Auto am Zürcher Flughafen aufgefunden wird, erfährt Bergmann über einen Zürcher Kollegen, dass Pauly sich dort mit Brandl getroffen hat. Darauf angesprochen räumt Brandl ein, dass er von Pauly wegen einer Frauengeschichte erpresst wurde. Nachdem er gezahlt hatte, hätte er Pauly nicht wieder gesehen.
Da mit Stroess ein Weiterer des Verbrecher-Trios ermordet wurde, verdächtigen die Ermittler zunächst Gisela Brandl, den Mörder ihres Geliebten Peter May erschossen zu haben. Doch Bergmann findet heraus, dass May auch mit Brandls Sekretärin ein Verhältnis hatte. Darauf angesprochen räumt diese ein, May aus Zuneigung Unterlagen und Informationen über die geheimen Geschäfte ihres Arbeitgebers besorgt zu haben. Als sie von Stroess erfuhr, dass er es war, der May erschossen hatte, besorgte sie sich Brandls Pistole und tötete Stroess, nachdem er sich mit ihr treffen wollte, um Geld zu erpressen.

## Hintergrund
Zürcher Früchte wurde von Oktober 1977 bis November 1977 in Frankfurt am Main und Umgebung sowie in Zürich gedreht und am 12. Februar 1978 erstgesendet.
Dieser Tatort wurde als Einzelfilm unter den Titeln Der Tödliche Tip und Tödlicher Tip der Swiss Bank Connection auf VHS veröffentlicht.

## Kritik
TV Spielfilm zeigte den Daumen nach oben und befand, „der Quotenhit von 1978 wirkt heute etwas behäbig, überzeugt aber durch authentische Figuren und die 70er-Atmo. Rainer Hunold ist putzig als eifrig-unsicherer Kriminalhauptmeister Wegener, Heinz Treuke gibt einen seriösen Kommissar Bergmann“. Das Fazit lautete: „Nostalgie mit ungeahntem Schlussakkord“